# Jansath
Jansath (hind. जानसठ) – miasto w północnych Indiach w stanie Uttar Pradesh, na Nizinie Hindustańskiej.
Populacja miasta w 2001 roku wynosiła 17 782 mieszkańców.